# ГЕС Шапотоу
ГЕС Шапотоу (кит.: 沙坡头水电站) — гідроелектростанція на півночі Китаю у провінції Нінься. Знаходячись між ГЕС Wūjīnxiá (вище по течії) та ГЕС Цинтунся, входить до складу каскаду на одній з найбільших річок світу Хуанхе.
В межах проекту річку перекрили комбінованою (бетонні та насипні секції) греблею висотою 37 метрів та довжиною 868 метрів, яка утримує водосховище з об'ємом 26 млн м3.
Інтегрований у греблю машинний зал обладнали чотирма бульбовими турбінами потужністю по 29 МВт, які забезпечують виробництво 595 млн кВт·год електроенергії на рік. Крім того, відпуск води у право- та лівобережний іригаційні канали здійснюється через дві малі бульбові турбіни, які виробляють 7 млн кВт·год електроенергії на рік та доводять загальну потужність станції до 120,3 МВт.